# Aéroport Guardia Marina Zañartu
L'aéroport Guardia Marina Zañartu (code IATA : WPU • code OACI : SCGZ) est un aéroport qui se trouve à 5 km de la ville du Chili, Puerto Williams, dans la région de Magallanes et de l'Antarctique chilien. C'est un aéroport civil (Direccion General de Aeronautico Civil) et militaire (Fuerza Aérea de Chile). 

## Situation
Puerto Williams est située sur l’île Navarino en face du canal de Beagle.

### Carte des aéroports du Chili
| \| 100 km1:8 652 000 \| Porvenir El Salvador La Serena Mocopulli Valdivia Pucón Puerto Montt Puerto Williams Antofagasta Arica El Loa Iquique Osorno Balmaceda Araucanie Désert de l'Atacama Santiago Concepcion Île de Pâques Punta Arenas |
| 100 km1:8 652 000 |

## Compagnies et destinations
| Compagnies   | Destinations |
| ------------ | ------------ |
| Aerovías DAP | Punta Arenas |

## Sources
- (en) WPU Airport - Chile
- (en) World Aero Data